# Krzyk (album Jacka Kaczmarskiego i Zbigniewa Łapińskiego)
Krzyk – album muzyczny Jacka Kaczmarskiego i Zbigniewa Łapińskiego zarejestrowany w marcu i czerwcu 1981 roku w Studiu Polskich Nagrań, ale płyta oficjalnie ukazała się na rynku dopiero w 1989 roku. Utwór tytułowy był zainspirowany obrazem Edvarda Muncha „Krzyk”.

„Krzyk” to program złożony z piosenek napisanych w latach 1974–80, mający charakter diagnozy człowieka w sytuacji bez wyjścia, ubezwłasnowolnionego historią i polityką, a także jego słabościami; bronią pozostaje tylko ironia albo krzyk rozpaczy.

## Historia wydania albumu
Album po wprowadzeniu stanu wojennego został skierowany na przemiał, jednak część płyt wyprowadzono z wytwórni wraz z nadrukiem od płyty Eleni. Taśma-matka z nagraniem albumu ocalała, dzięki czemu Polskie Nagrania mogły po ośmiu latach wydać płytę w oryginalnej wersji.

Nagrywaliśmy tę płytę latem osiemnaście lat temu. Nocą, przy otwartych oknach studia Polskich Nagrań. Nie było w tym nic konspiracyjnego. Takie akurat wypadły wolne terminy. Ale młodzi ludzie wracający ze Starego Miasta ulicą Freta przystawali pod tymi oknami i brali udział w naszym „Krzyku”. Bo to był czas – w owym roku 81 – kiedy wykrzyczane lęki i bóle trwożyły jakby mniej i mniej bolały.
Potem płyta, podobnie jak wiele innych, znacznie ważniejszych rzeczy, zniknęła. Na całe 8 lat – do 89 roku i podobnie jak wiele innych, znacznie ważniejszych rzeczy, przebywała w prawdziwej, przymusowej konspiracji, zamaskowana niewinnie polityczną okładką. Jeden jej egzemplarz dotarł nawet do mnie w 1987 r. do Australii. Ale oryginalna okładka, grafika Pawła Petryckiego, przepadła bez śladu. Przedstawiała ludzką twarz, która w miejsce oczu ma wyciśnięty w ciele, jak w ustępliwej glinie, ślad żołnierskiego buciora.

## Wykonawcy
- Jacek Kaczmarski – śpiew, gitara
- Zbigniew Łapiński – fortepian

Słowa: Jacek Kaczmarski, oprócz 1, 8 – Jacek Kaczmarski według Włodzimierza Wysockiego

Muzyka: Jacek Kaczmarski, oprócz: Zbigniew Łapiński – 6, 7

## Lista utworów
1. „Nie lubię” – 1:49
2. „Przedszkole” – 2:38
3. „Poczekalnia” – 3:16
4. „Manewry” – 3:09
5. „Kosmonauci” – 1:37
6. „Pustynia '80” – 1:52
7. „Meldunek” – 2:51
8. „Obława” – 2:36
9. „Kasandra” – 2:29
10. „Lekcja historii klasycznej” – 2:42
11. „Misja” – 2:35
12. „Sen Katarzyny II” – 2:01
13. „Starość Piotra Wysockiego” – 1:28
14. „Ballada feudalna” – 3:12
15. „Ballada o spalonej synagodze” – 2:31
16. „Nawiedzona, wiek XX” – 1:46
17. „Krzyk” – 1:50

## Wydania[1]
- 1981 – Wytłoczoną płytę skierowano na przemiał, część nakładu wyprowadzono z wytwórni z nadrukiem od albumu Eleni[1].
- 1989 – Polskie Nagrania (płyta winylowa, nr kat. SX2345)
- 1991 – Pomaton EMI (kaseta, nr kat. POM 006)
- 1991 – Polskie Nagrania (kaseta, CD, nr kat. CK 895, SX 2345, PNCD 167)
- 1999 – Polskie Nagrania (kaseta, CD, nr kat. CK 895, PNCD 167) - reedycja
- 2002 – Płyta wydany w albumie dwupłytowym (wraz z albumem Live) przez Pomaton EMI (CD, nr kat. 5434222)
- 2004 – Album włączony do Syna marnotrawnego – zestawu 22 płyt wydanego przez Pomaton EMI.
- 2007 – Włączony do Arki Noego – zestawu 37 płyt wydanego przez Pomaton EMI.